# L'Uzine
L'Uzine (en francés: L'Uzine, en árabe: لوزين, literalmente 'la fábrica') es un espacio de arte y cultura en la zona industrial de Aïn Sebaâ en Casablanca, Marruecos. Fue fundado por la Fundación Touria y Abdelaziz Tazi en 2014. Las actividades organizadas en L'Uzine incluyen conciertos, exposiciones de arte, proyecciones de películas, talleres, seminarios y debates, así como representaciones de danza y teatro.

## Actividades
- «Chbe3 Fen f' Ramdan» (en árabe: شبع فن فرمضان), programa anual de arte y cultura que se lleva a cabo durante el Ramadán.[3]

- «Cypher», competición de breakdance organizada por el fotógrafo callejero y breakdancer Yoriyas.[4]